# 요게슈와르 두트
요게슈와르 두트(힌디어: योगेश्वर दत्त, 1982년 11월 2일~)는 인도의 전직 레슬링 선수이다. 2012년 하계 올림픽 남자 자유형 페더급 종목에서 동메달을 획득했다.